# A Sötét Kristály – Az ellenállás kora
A Sötét Kristály – Az ellenállás kora  (eredeti cím: The Dark Crystal: Age of Resistance) 2019-ben vetített brit televíziós bábsorozat, amelyet Jeffrey Addiss és Will Matthews készítettek a Netflix számára. A sorozat az 1982-es A sötét kristály című filmen alapszik. A zenéjét Daniel Pemberton és Samuel Sim szerezték. Az élőszereplős játékfilmsorozat producere Ritamarie Peruggi. A tévéfilmsorozat a The Jim Henson Company gyártásában készült, a Netflix forgalmazásában jelent meg. Műfaja fantasyfilm-sorozat és kalandfilm-sorozat. A sorozat 2019. augusztus 30-án került fel a Netflixre. Magyarországon szinkronosan szintén 2019. augusztus 30-án került fel a Netflixre.

## Szereplők
| Szereplő         | Eredeti hang         | Magyar hang        |
| ---------------- | -------------------- | ------------------ |
| Rian             | Taron Egerton        | Ágoston Péter      |
| Brea             | Anya Taylor-Joy      | Sipos Eszter Anna  |
| Deet             | Nathalie Emmanuel    | Staub Viktória     |
| Aughra           | Donna Kimball        | Básti Juli         |
| Tavra            | Caitríona Balfe      | Csuha Borbála      |
| Gurjin           | Harris Dickinson     | Renácz Zoltán      |
| Seladon          | Gugu Mbatha-Raw      | Kisfalvi Krisztina |
| Hup              | Victor Yerrid        | Vári Attila        |
| Tudós            | Mark Hamill          | Kajtár Róbert      |
| Gyűjtő           | Awkwafina            | Solecki Janka      |
| Kamarás          | Simon Pegg           | Galbenisz Tomasz   |
| Uralkodó         | Jason Isaacs         | Németh Gábor       |
| Tekercsőr        | Toby Jones           | Kassai Károly      |
| Szertartásvezető | Keegan-Michael Key   | Fekete Zoltán      |
| Dekorátor        | Alice Dinnean        | Kiss Erika         |
| Ínyenc           | Harvey Fierstein     | Törköly Levente    |
| Főmaudra         | Helena Bonham Carter | Kovács Nóra        |
| Tábornok         | Benedict Wong        | Maday Gábor        |

### Magyar változat
- Magyar szöveg: Kis János
- Hangmérnök: Hollósi Péter
- Vágó: Árvai Csaba
- Gyártásvezető: Farkas Márta
- Szinkronrendező: Kéthely-Nagy Luca

A szinkront a Direct Dubs Studios készítette.

## Évadok
| Évad | Évad | Epizódok | Eredeti sugárzás    | Eredeti sugárzás    | Magyar sugárzás     | Magyar sugárzás     |
| Évad | Évad | Epizódok | Évadpremier         | Évadfinálé          | Évadpremier         | Évadfinálé          |
| ---- | ---- | -------- | ------------------- | ------------------- | ------------------- | ------------------- |
|      | 1    | 10       | 2019. augusztus 30. | 2019. augusztus 30. | 2019. augusztus 30. | 2019. augusztus 30. |

## 1. évad
| #   | #   | Eredeti cím                        | Magyar cím                    | Rendezte        | Írta                             | Eredeti premier     | Magyar premier      |
| --- | --- | ---------------------------------- | ----------------------------- | --------------- | -------------------------------- | ------------------- | ------------------- |
| 1.  | 1.  | End. Begin. All the Same.          | Vég. Kezdet. Egy és ugyanaz.  | Louis Leterrier | Jeffrey Addiss & Will Matthews   | 2019. augusztus 30. | 2019. augusztus 30. |
| 2.  | 2.  | Nothing Is Simple Anymore          | Már semmi nem egyszerű.       | Louis Leterrier | J.M. Lee                         | 2019. augusztus 30. | 2019. augusztus 30. |
| 3.  | 3.  | What Was Sundered and Undone       | Ami hiányos és félkész        | Louis Leterrier | Vivian Lee                       | 2019. augusztus 30. | 2019. augusztus 30. |
| 4.  | 4.  | The First Thing I Remember Is Fire | A tűzre emlékszem először     | Louis Leterrier | Simon Racioppa & Richard Elliott | 2019. augusztus 30. | 2019. augusztus 30. |
| 5.  | 5.  | She Knows All the Secrets          | Minden titkot ismer           | Louis Leterrier | Jeffrey Addiss & Will Matthews   | 2019. augusztus 30. | 2019. augusztus 30. |
| 6.  | 6.  | By Gelfling Hand ...               | A kobold keze által           | Louis Leterrier | Kari Drake                       | 2019. augusztus 30. | 2019. augusztus 30. |
| 7.  | 7.  | Time to Make ... My Move           | Itt az ideje lépni            | Louis Leterrier | Javier Grillo-Marxuach           | 2019. augusztus 30. | 2019. augusztus 30. |
| 8.  | 8.  | Prophets Don't Know Everything     | A próféták sem tudnak mindent | Louis Leterrier | Simon Racioppa & Richard Elliott | 2019. augusztus 30. | 2019. augusztus 30. |
| 9.  | 9.  | The Crystal Calls                  | A kristály hívása             | Louis Leterrier | Margaret Dunlap                  | 2019. augusztus 30. | 2019. augusztus 30. |
| 10. | 10. | A Single Piece Was Lost            | Egyetlen darab veszett el     | Louis Leterrier | Jeffrey Addiss & Will Matthews   | 2019. augusztus 30. | 2019. augusztus 30. |